# Łukniki
Łukniki (lit. Luokė) – miasteczko na Litwie, położone w okręgu telszańskim i w rejonie telszańskim. Liczy 821 mieszkańców (2007).